# Villafranca de Estíbaliz
Villafranca de Estíbaliz (oficialmente Villafranca, en euskera Billafranka) es un concejo del municipio de Vitoria, en la provincia de Álava, País Vasco (España).

## Ubicación
El concejo está situado 9 kilómetros de Vitoria, muy próximo al cerro de Estíbaliz. Se accede por la carretera A-132 que hay que dejar poco antes de llegar a Andollu para tomar la A-4120, carretera que termina en este pueblo formado por caseríos dispersos y rodeados de terrenos. Forma parte de la Zona Rural Este de Vitoria.

### Localidades limítrofes
|                  | Norte: Santuario de Nuestra Señora de Estíbaliz y Matauco |               |
| Oeste: Argandoña |                                                           | Este: Elburgo |
|                  | Sur: Andollu                                              |               |

## Etimología
El nombre de Villafranca de Estíbaliz se estructuraría sobre la base de dos hechos. En primer lugar, la creación de la localidad por parte de pobladores de origen franco, que formarían una "villa-franca". Este hecho etimológico se repite en otras partes de España, existiendo, por ejemplo, Villafranca del Bierzo en el antiguo Reino de León, Villafranca del Panadés en Cataluña, Villafranca en Navarra, Villafranca de los Barros en Extremadura, Villafranca Montes de Oca en Castilla, o Villafranca de Córdoba en Andalucía. En segundo lugar, el nombre de la localidad se completaría con el "de Estíbaliz" debido a su situación geográfica junto al santuario de Nuestra Señora de Estíbaliz.

## Historia
Fue la primera villa fundada en la provincia de Álava. Su fundador fue el noble López González que, siguiendo la política de creación de villas del rey castellano Alfonso VI, decidió crearla desde la casa-torre que tenía en Estíbaliz, lugar desde el que gobernaba gran parte del territorio alavés.
Consta la existencia de esta localidad en una escritura de donación al monasterio de Nájera, otorgada en 1138 por María López de Estívariz, así como en una escritura en la que se confirma por parte de Alfonso VIII de Castilla las posesiones del monasterio de Santa María de Nájera. La población fue una repoblación de francos debida a la proximidad del Camino jacobeo, y es que por su término, sin llegar a tocar el núcleo poblacional, pasaba el Camino jacobeo que desde Gáceta discurría al pie del cerro de Estibaliz hasta llegar a Argandoña.
En el decimosexto y último tomo del Diccionario geográfico-estadístico-histórico de España y sus posesiones de Ultramar de Pascual Madoz, se refiere como despoblado con las siguientes palabras:

VILLAFRANCA DE ESTIBALIZ: (V. Estibaliz.). Existia la pobl. de Villafranca de Estibariz ó Estibaliz, como se lee en los documentos, en el año 1138: su despoblado se efectuó pasándose el vec. á Vitoria con el engrandecimiento de aquella c.
(Madoz, 1850, p. 130)

Décadas después, ya en el siglo XX, se describe de la siguiente manera en el tomo de la Geografía general del País Vasco-Navarro dedicado a Álava y escrito por Vicente Vera y López:

Villafranca.—Aldea distante de Vitoria 8,900 metros, con 17 viviendas, 15 de dos pisos y 2 deshabitadas; poblada por 79 almas de hecho y derecho, de las que son varones 36 y hembras 43. Su parroquia, rural de segunda clase, está dedicada á San Andrés y una ermita á Nuestra Señora, pertenecientes al arciprestazgo de Armentia. Tiene una escuela pública de las llamadas incompletas. Confina, al N., con Matauco; al S., con Andollu; al E., con El Burgo y al O., con Argandoña; sus tierras de labor producen cereales, legumbres, hortalizas y frutas, principalmente manzanas y nueces; cría ganado vacuno, caballar, lanar y de cerda. Los vecinos tienen derecho del aprovechamiento del monte comunal de Aranduya, de 9 hectáreas de superficie, poblado de robles. Comunica con Vitoria por la carretera de esta ciudad á Estella.
(Vera y López, 1915-1921, p. 359)

## Demografía
| Gráfica de evolución demográfica de Villafranca de Estíbaliz entre 2000 y 2017 |
|                                                                                |
| Población de derecho según los censos de población del INE.                    |

## Cultura

### Patrimonio material

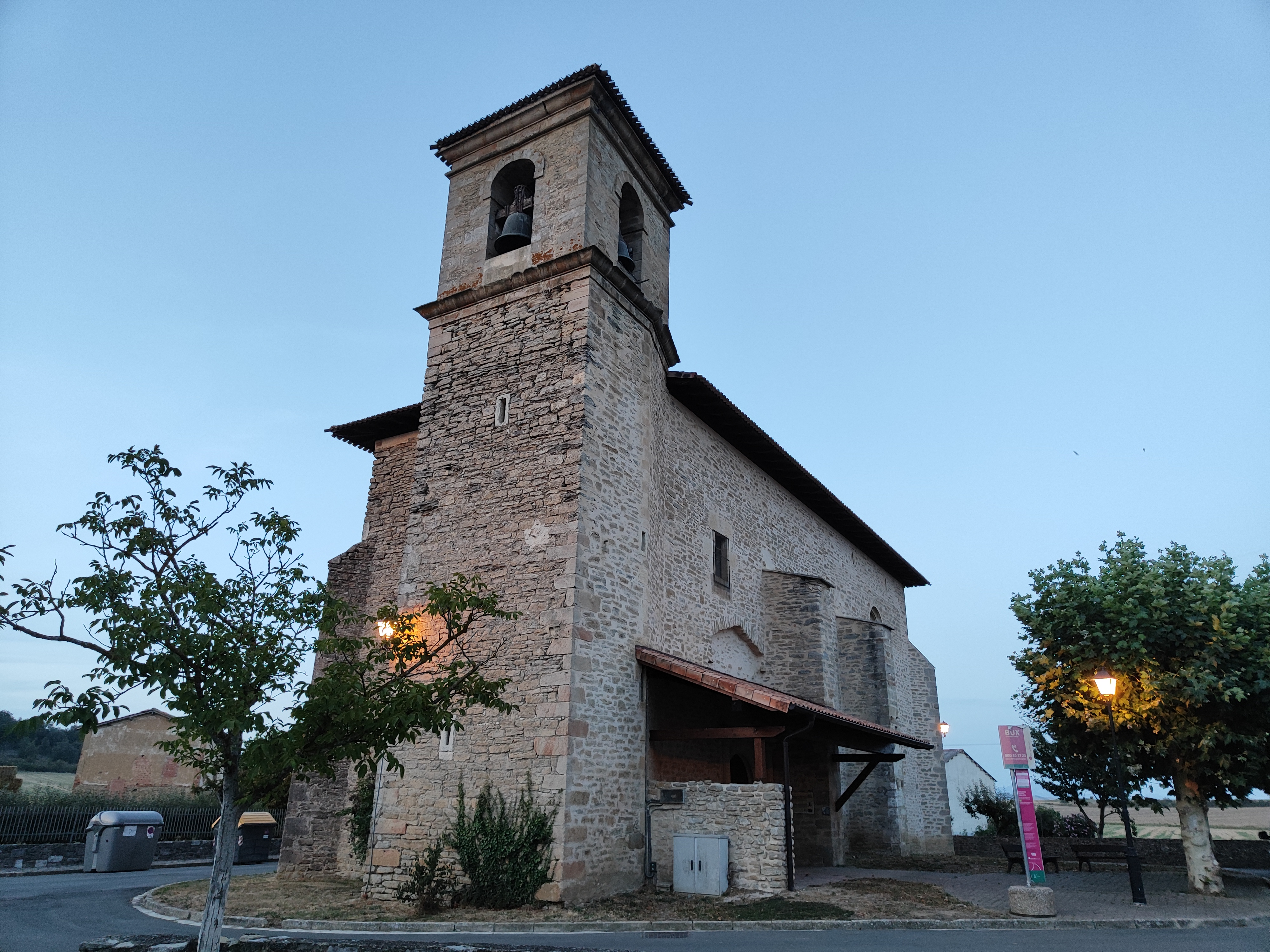
Exterior de la iglesia de San Andrés Apóstol (Villafranca de Estíbaliz) al atardecer

- Exterior de la iglesia de San Andrés Apóstol (Villafranca de Estíbaliz) al atardecerIglesia de San Andrés Apóstol. El edificio, de interés arqueológico y arquitectónico moderado, data principalmente del siglo XVI, aunque podría haber restos más antiguos en el subsuelo. Destacan su portada renacentista, las bóvedas de piedra con claves talladas y policromadas, y el retablo central como elementos de mayor valor artístico.[6]
- Hubo una ermita dedicada a la Concepción de María, ya desaparecida.[7]
- Santuario de Nuestra Señora de Estíbaliz. Célebre templo románico que alberga en su interior la talla medieval de la patrona de Álava, la Virgen de Estíbaliz. Está considerado como BIC (Bien de Interés Cultural) (fue declarado Monumento histórico-artístico perteneciente al Tesoro Artístico Nacional mediante decreto de 3 de junio de 1931).[8]
- Casa de los Salvatierra y Gaona. Erigida a finales del siglo XVI aún conserva junto a su arco de medio punto el blasón heráldico.[9]
- Casa del Concejo (antigua Escuela).
- El Camino de Santiago llega desde Elburgo a Villafranca, entrando al pueblo por la parte posterior de su iglesia.[10]

### Patrimonio inmaterial
Tienen el apodo de los Testarudos y celebran sus fiestas patronales el 30 de noviembre (San Andrés).